# Horst Görner
Horst Görner (7. ledna 1941 – říjen 2024) byl český silniční motocyklový závodník. 

## Závodní kariéra
Závodil ve třídách do 125 cm³, 175 cm³ a 350 cm³. Začínal na motocyklech ČZ, později jezdil na motocyklu Bultaco. V mistrovství republiky skončil nejlépe na 18. místě celkově. Nejlepším výsledkem v jednotlivém závodě je 9. misto ve třídě do 350 cm³ v Rosicích v roce 1965.

## Úspěchy
- Mistrovství Československa silničních motocyklů – celková klasifikace
  - 1960 do 175 cm³ – nebodoval - ČZ
  - 1965 do 175 cm³ – 21. místo – ČZ
  - 1965 do 350 cm³ – 18. místo – ČZ OHC
  - 1966 do 350 cm³ – 18. místo – ČZ OHC
  - 1967 do 350 cm³ – nebodoval – ČZ OHC
  - 1974 do 125 cm³ – 20. místo – Bultaco
  - 1975 do 125 cm³ – 18. místo – Bultaco
  - 1976 do 125 cm³ – nebodoval – Bultaco